# André Turpin
André Turpin (* 1966 in Québec) ist ein kanadischer Kameramann.
André Turpin ist seit Anfang der 1990er Jahre als Kameramann tätig und wirkte an mehr als 30 Film- und Fernsehproduktionen mit. Mehrfach arbeitete er mit den Filmemachern Denis Villeneuve und Xavier Dolan zusammen. Für seine Arbeiten wurde Turpin zweimal mit dem Genie Award und fünfmal mit dem Jutra Award ausgezeichnet. Bei dem Film Un crabe dans la tête  betätigte er sich zusätzlich als Regisseur und Drehbuchautor.
2017 wurde er in die Academy of Motion Picture Arts and Sciences (AMPAS) aufgenommen, die jährlich die Oscars vergibt.

## Filmografie (Auswahl)
- 1998: Der 32. August auf Erden (Un 32 août sur terre)
- 2000: Maelström
- 2001: Un crabe dans la tête
- 2008: Ich schwör’s, ich war’s nicht! (C’est pas moi, je le jure!)
- 2010: Die Frau, die singt (Incendies)
- 2013: Sag nicht, wer du bist! (Tom à la ferme)
- 2014: Mommy
- 2016: Einfach das Ende der Welt (Juste la fin du monde)
- 2018: The Death and Life of John F. Donovan
- 2019: Matthias & Maxime
- 2022: Die Nacht, als Laurier erwachte (La Nuit où Laurier Gaudreault s’est réveillé, Miniserie)
- 2023: The Nature of Love (Simple comme Sylvain)